# Xispia quadrata
Xispia quadrata är en fjärilsart som beskrevs av Paul Mabille 1889. Xispia quadrata ingår i släktet Xispia och familjen tjockhuvuden. Inga underarter finns listade i Catalogue of Life.